# Riptide de Los Angeles
 (août 2011).
Le Riptide de Los Angeles (en anglais : Los Angeles Riptide) est une équipe professionnelle de crosse, basée à Carson dans la banlieue de Los Angeles en Californie. L'équipe évolue dans la Major League Lacrosse de 2006 à 2007.

## Histoire
Le 9 mars 2005, la MLL a annoncé que Los Angeles recevrait la première des quatre équipes d'extension prévues pour la Conférence Ouest en 2006. 
Le groupe propriétaire du Riptide est Anschutz Entertainment Group. Ce groupe possède également et actionne les Kings de Los Angeles, Monarchs de Manchester, Royals de Reading, et le Fire de Chicago, DC United, Dynamo de Houston, Galaxy de Los Angeles de la Major League Soccer. 
Le premier joueur du Ripide de Los Angeles était Michael Watson, qui a été choisi en premier dans le repêchage (draft) d'expansion de la MLL en 2006.

## Entraîneurs
- John Tucker, depuis 2006